# Vigna stipulata
Vigna stipulata är en ärtväxtart som beskrevs av Bunzo Hayata. Vigna stipulata ingår i släktet vignabönor, och familjen ärtväxter. Inga underarter finns listade i Catalogue of Life.